# Vera Konstantinovna af Rusland (1906-2001)
Prinsesse Vera Konstantinovna af Rusland (russisk: Вера Константиновна Романова; tr. Vera Konstantinovna Romanova) (24. april 1906 – 11. januar 2001) var en russisk prinsesse fra Huset Romanov. Hun var det niende og yngste barn af storfyrst Konstantin Konstantinovitj af Rusland og hans hustru storfyrstinde Jelisaveta Mavrikjevna (født som prinsesse Elisabeth af Sachsen-Altenburg).

## Biografi
Prinsesse Vera Konstantinovna blev født den 24. april 1906 i Pavlovsk nær Sankt Petersborg i Det Russiske Kejserrige. Hun var det niende barn og anden datter af storfyrst Konstantin Konstantinovitj af Rusland og hans hustru storfyrstinde Jelisaveta Mavrikjevna (født som prinsesse Elisabeth af Sachsen-Altenburg). Store dele af hendes familie blev myrdet under den Russiske Revolution, men hun undslap fra Rusland og tilbragte resten af sit lange liv i eksil, først i Vesteuropa og fra 1950'erne i USA. Hun døde 94 år gammel den 11. januar 2001 i Nyack, Orangetown, New York, USA. Hun blev begravet ved siden af sin bror, Prins Georgij på den russisk-ortodokse kirkegård i Novo-Diveevo i Nanuet i New York.

## Eksterne links
- Wikimedia Commons har flere filer relateret til Vera Konstantinovna af Rusland (1906-2001)